# Heaux Tales
Heaux Tales è il quarto album in studio della cantante statunitense Jazmine Sullivan, pubblicato il 8 gennaio 2021 dall'etichetta discografica RCA Records.

## Tracce
1. Bodies (Intro) – 2:01
2. Antoinette's Tale – 0:37
3. Pick Up Your Feelings – 3:49
4. Ari's Tale (con Ari Lennox) – 0:49
5. Put It Down – 3:21
6. On It (con Ari Lennox) – 3:25
7. Donna's Tale – 1:10
8. Price Tags (feat. Anderson .Paak) – 4:23
9. Rashida's Tale – 1:00
10. Lost One – 2:58
11. Precious' Tale – 0:43
12. The Other Side – 3:37
13. Amanda's Tale – 0:37
14. Girl like Me (feat. H.E.R.) – 3:44

Tracce bonus nell'edizione Heaux Tales, Mo' Tales
1. Issa's Tale – 1:11
2. Tragic – 3:26
3. Jazzy's Tale – 0:49
4. Hurt Me So Good – 3:32
5. A Breaux's Tale – 0:42
6. Roster – 3:40
7. Mona's Tale – 0:26
8. BPW – 3:22
9. Shanti's Tale – 0:41
10. Selfish – 3:51

## Classifiche
| Chart (2021) | Posizione massima |
| ------------ | ----------------- |
| Regno Unito  | 79                |
| Stati Uniti  | 4                 |